# Băceni
Băceni – wieś w Rumunii, w okręgu Buzău, w gminie Berca. W 2011 roku liczyła 110 mieszkańców.